# Podháj

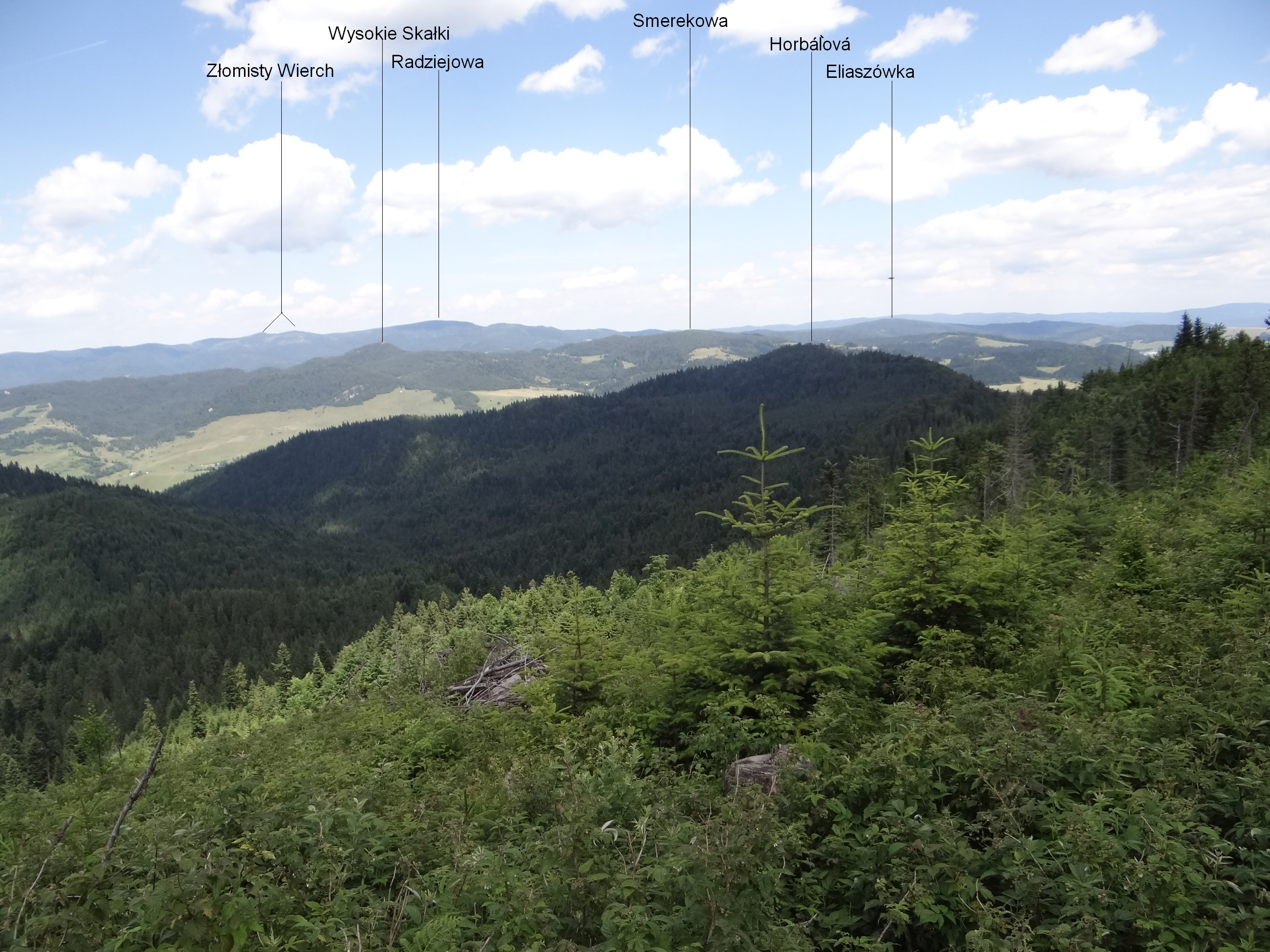
Widok z Wietrznego Wierchu na dolinę potoku Podháj

Podháj – potok na Słowacji, dopływ Lipnika w dorzeczu Dunajca. Ma dwa źródłowe cieki wypływające na wysokości około 950 m na północno-zachodnich stokach grzbietu łączącego szczyty Horbáľová (1010 m i Wietrzny Wierch (1111 m) w Magurze Spiskiej. Łączą się z sobą na wysokości około 770 m. Od tego miejsca potok spływa jednym korytem w północnym kierunku, niżej zakręcając nieco na północny wschód. Na wysokości około 639 m, nieco powyżej zabudowanych terenów miejscowości Stráňany łączy się z Veterným potokiem. Obydwa te potoki po przepłynięciu krótkiego odcinka wspólnym korytem uchodzą do Lipnika jako jego lewy dopływ.
Zlewnia potoku Podháj w całości znajduje się na obszarze Magury Spiskiej. Ma tylko jeden niewielki dopływ spod północno-zachodnich stoków Horbáľovej.